# Шаведдинов, Руслан Табризович
Русла́н Табри́зович Шаведди́нов (род. 22 июля 1995, Лиски) — российский политический и общественный деятель, сотрудник «Фонда борьбы с коррупцией» и ведущий YouTube-канала «Популярная политика». Член Центрального совета политической партии «Россия будущего». Пресс-секретарь президентской кампании Алексея Навального «Навальный 2018».

## Биография
Руслан Шаведдинов родился 22 июля 1996 года в городе Лиски Воронежской области. В 2013 году в качестве волонтёра присоединился к мэрской кампании Алексея Навального. После этого начал работать в Фонде борьбы с коррупцией.
В 2014 году вместе с коллегами по ФБК делал расследование про дачи руководителей «Единой России» Вячеслава Володина и Сергея Неверова. Во время съёмок был избит сотрудниками ЧОПа.
В декабре 2016 года стал пресс-секретарём избирательной кампании кандидата в президенты Алексея Навального. С 2017 по 2018 год вёл политическое шоу «Кактус» на канале «Навальный LIVE».
В мае 2018 года был избран в центральный совет партии «Россия будущего».
В ноябре 2019 года вместе с Любовью Соболь был включён в «чёрные списки» Мосгордумы.
В декабре 2019 года был принудительно доставлен на Новую Землю для прохождения военной службы.
Один из ведущих YouTube-канала «Популярная политика».

## Расследования
В январе 2019 года опубликовал расследование о коррупции олимпийских чемпионов Алексея Немова и Светланы Хоркиной.
Вместе с Георгием Албуровым и Кирой Ярмыш публиковал расследование о коррупции вице-мэра Москвы Натальи Сергуниной.
В 2021 году перед выборами в государственную думу опубликовал расследование о заместителе министра обороны России Андрее Картаполове. Ранее соратники Навального утверждали, что именно Картаполов координировал похищение в армию сотрудников Фонда борьбы с коррупцией Руслана Шаведдинова, Артема Ионова и Ивана Коновалова. За это Картаполов был включён Навальным в список 35, состоящих из чиновников, которых необходимо предать санкциям.
Также в 2021 года Шаведдинов опубликовал расследование о любовницах приближенных к президенту Владимиру Путину чиновников.

## Политическое преследование
В январе 2018 года вместе с Кирой Ярмыш был задержан в аэропорту Шереметьево и арестован на 8 суток за трансляцию митингов забастовки избирателей на канале «Навальный LIVE». В мае 2018 года был арестован на 30 суток за организацию митингов «Он нам не царь» по всей России.
Летом 2019 года был арестован на 9 суток за митинг в защиту журналиста Ивана Голунова. В июле 2019 году у Шаведдинова прошли обыски по делу о воспрепятствованию работе избиркомов. В августе 2019 года против Шаведдинова и его коллег из ФБК было возбуждено дело об отмывании денег и уклонении от налогов. В рамках уголовного дела были заблокированы банковские счета.
17 января 2021 года был задержан вместе с Любовью Соболь в аэропорту Внуково, где собирался встречать вместе с ней возвращавшегося из Германии Алексея Навального.
В сентябре 2021 года Следственный комитет России возбудил новое уголовное дело против соратников Навального, включая самого Шаведдинова. В январе 2022 года Росфинмониторинг включил Руслана Шаведдинова в перечень экстремистов и террористов. 15 апреля 2022 года Руслана Шаведдинова объявили в федеральный розыск.
22 июля 2022 года Министерством юстиции России внесён в список физических лиц «иностранных агентов».

## Служба в армии
23 декабря 2019 года московскую квартиру Руслана Шаведдинова обесточили. Одновременно с этим мобильный оператор Yota отключил ему мобильную связь. Позднее выяснилось, что о любых действиях по номеру Шаведдинова было предписано уведомлять PR-отдел оператора, сам факт отключения связи оператором по запросу силовых структур был расценён Алексеем Навальным как помощь в похищении соратника. Дверь квартиры Шаведдинова выпилили под предлогом обыска, затем доставили и допросили в Следственном комитете и вскоре под конвоем отвезли спецрейсом на Новую Землю — на службу в 33-й зенитно-ракетный полк.
Первое время с Шаведдиновым не удавалось связаться, о его местоположении не было официальной информации. Когда выяснилось, что Руслан отправлен на службу в ВС России, его соратники сообщили, что призыв незаконен, так как на момент отправки он ещё судился с призывной комиссией.
На Новой Земле политик был практически изолирован от других военнослужащих и лишён любой связи с внешним миром: сотовой связи в его воинской части не было, письма доходили крайне редко. Сослуживцев Шаведдинова наказывали за общение с ним, первое время каждый его шаг фиксировался на камеру. Ближе к лету он был переведён на службу в «Бочку» — радиотехнический пост № 3 в форме бочки рядом с ядерным полигоном в 195 км от посёлка Рогачёво, добраться к которому можно было только на вертолёте.
В связи с резонансом истории о похищении сотрудника Фонда борьбы с коррупцией для отбывания службы на Новой земле, местный портал 29.RU включил Руслана Шаведдинова в «Топ-10 обсуждаемых мужчин Поморья в 2020 году».
23 декабря 2020 года Руслан Шаведдинов вернулся в Москву.

## Личная жизнь
По состоянию на 2020 год, начал встречаться с пресс-секретарём Алексея Навального — Кирой Ярмыш.